# Новоастраханська сільська рада
| Новоастраханська сільська рада — орган місцевого самоврядування у Кремінському районі Луганської області з адміністративним центром у с. Нова Астрахань. Історична дата утворення: в 1830 році. Водоймища на території, підпорядкованій даній раді: річка Хвильова. Сільській раді підпорядковані населені пункти: - с. Нова Астрахань |

## Склад ради
Рада складається з 16 депутатів та голови.

### Керівний склад ради
| ПІБ                        | Основні відомості                                                         | Дата обрання | Дата звільнення |
| -------------------------- | ------------------------------------------------------------------------- | ------------ | --------------- |
| Єременко Юрій Валентинович | Сільський голова, 1971 року народження, освіта, безпартійний              | 26.03.2006   | 01.03.2007      |
| Татарченко Ольга Іванівна  | Сільський голова, 1965 року народження, освіта, член Партії регіонів      | 29.07.2007   | 31.10.2010      |
| Татарченко Ольга Іванівна  | Сільський голова, 1965 року народження, освіта вища, член Партії регіонів | 31.10.2010   |                 |

Примітка: таблиця складена за даними джерела